# Xã Union, Quận Pulaski, Missouri
Xã Union (tiếng Anh: Union Township) là một xã thuộc quận Pulaski, tiểu bang Missouri, Hoa Kỳ. Năm 2010, dân số của xã này là 4.751 người.